# SKLH Žďár nad Sázavou
SKLH Žďár nad Sázavou (celým názvem: Sportovní klub ledního hokeje Žďár nad Sázavou) je český klub ledního hokeje, který sídlí ve Žďáru nad Sázavou v Kraji Vysočina. Založen byl v roce 1939. Svůj současný název nese od roku 2003. Od sezóny 2008/09 působí ve 2. lize, třetí české nejvyšší soutěži ledního hokeje. Klubové barvy jsou červená a černá.
Od roku 1993 do roku 2002 hrál žďárský klub druhou národní ligu. V roce 2002 odkoupil licenci na 1. ligu od krachujících Rosic. Hned v následujícím ročníku ovšem prodal svoji prvoligovou licenci Kometě Brno, následně odkoupil od HC Jičín druholigovou licenci. Klub hrál poté 2. ligu až do roku 2007, kdy prodal práva na soutěž Kutné Hoře. Hned v následujícím roce se však klubu podařilo znovu postoupit z krajského přeboru do 2. ligy.
Své domácí zápasy odehrává na zimním stadionu na Bouchalkách s kapacitou 4 000 diváků.

## Historické názvy
Zdroj: 
- 1939 – SK Město Žďár (Sportovní klub Město Žďár)
- 1941 – AFK Město Žďár
- 1945 – Sokol Žďár
- 1949 – Sokol ŽĎAS Žďár nad Sázavou (Sokol Žďárské strojírny a slévárny Žďár nad Sázavou)
- 1956 – TJ Spartak Žďár nad Sázavou (Tělovýchovná jednota Spartak Žďár nad Sázavou)
- 1973 – TJ ŽĎAS Žďár nad Sázavou (Tělovýchovná jednota Žďárské strojírny a slévárny Žďár nad Sázavou)
- 1994 – HC Žďár nad Sázavou (Hockey Club Žďár nad Sázavou)
- 2002 – HC Senators Žďár nad Sázavou (Hockey Club Senators Žďár nad Sázavou)
- 2003 – SKLH Žďár nad Sázavou (Sportovní klub ledního hokeje Žďár nad Sázavou)

## Přehled ligové účasti
Stručný přehled
Zdroj: 
- 1974–1975: Divize – sk. E (4. ligová úroveň v Československu)
- 1975–1977: Divize – sk. D (4. ligová úroveň v Československu)
- 1977–1978: Východočeský krajský přebor (4. ligová úroveň v Československu)
- 1978–1979: 2. ČNHL – sk. B (3. ligová úroveň v Československu)
- 1979–1983: 1. ČNHL – sk. B (2. ligová úroveň v Československu)
- 1983–1985: 2. ČNHL – sk. C (3. ligová úroveň v Československu)
- 1985–1986: Východočeský krajský přebor (4. ligová úroveň v Československu)
- 1986–1987: 2. ČNHL – sk. C (3. ligová úroveň v Československu)
- 1987–1989: 2. ČNHL – sk. B (3. ligová úroveň v Československu)
- 1989–1992: 2. ČNHL – sk. C (3. ligová úroveň v Československu)
- 1992–1993: 2. ČNHL – sk. D (3. ligová úroveň v Československu)
- 1993–1999: 2. liga – sk. Východ (3. ligová úroveň v České republice)
- 1999–2000: 2. liga – sk. Západ (3. ligová úroveň v České republice)
- 2000–2001: 2. liga – sk. Východ (3. ligová úroveň v České republice)
- 2001–2002: 2. liga – sk. Střed (3. ligová úroveň v České republice)
- 2002–2003: 1. liga (2. ligová úroveň v České republice)
- 2003–2007: 2. liga – sk. Střed (3. ligová úroveň v České republice)
- 2007–2008: Pardubická krajská liga (4. ligová úroveň v České republice)
- 2008–2009: 2. liga – sk. Východ (3. ligová úroveň v České republice)
- 2009–2013: 2. liga – sk. Střed (3. ligová úroveň v České republice)
- 2013–2016: 2. liga – sk. Západ (3. ligová úroveň v České republice)
- 2016–2018: 2. liga – sk. Střed (3. ligová úroveň v České republice)
- 2018–2019: 2. liga – sk. Jih (3. ligová úroveň v České republice)
- 2019– : 2. liga – sk. Východ (3. ligová úroveň v České republice)

Jednotlivé ročníky
Zdroj: 
Legenda: ZČ - základní část, červené podbarvení - sestup, zelené podbarvení - postup, fialové podbarvení - reorganizace, změna skupiny či soutěže
| Československo (1973 – 1993) |                             |           |           |                                          |                                         |
| Sezóny                       | Soutěž                      | Úroveň    | ZČ        | Play-off, nadstavba, sk. o udržení...    | Poznámky                                |
| 1973/74                      | Divize – sk. E              | 4. úroveň | 2. místo  |                                          |                                         |
| 1974/75                      | Divize – sk. E              | 4. úroveň | 2. místo  |                                          | Změna skupiny                           |
| 1975/76                      | Divize – sk. D              | 4. úroveň | 5. místo  |                                          |                                         |
| 1976/77                      | Divize – sk. D              | 4. úroveň | 5. místo  |                                          | Reorganizace                            |
| 1977/78                      | Východočeský krajský přebor | 4. úroveň | 1. místo  |                                          | Postup                                  |
| 1978/79                      | 2. ČNHL – sk. B             | 3. úroveň | 1. místo  |                                          | Reorganizace                            |
| 1979/80                      | 1. ČNHL – sk. B             | 2. úroveň | 9. místo  |                                          |                                         |
| 1980/81                      | 1. ČNHL – sk. B             | 2. úroveň | 6. místo  | Skupina o udržení B (1. místo)           |                                         |
| 1981/82                      | 1. ČNHL – sk. B             | 2. úroveň | 7. místo  | Skupina o udržení B (4. místo)           |                                         |
| 1982/83                      | 1. ČNHL – sk. B             | 2. úroveň | 12. místo | Skupina o udržení B (7. místo)           | Reorganizace                            |
| 1983/84                      | 2. ČNHL – sk. C             | 3. úroveň | 6. místo  |                                          |                                         |
| 1984/85                      | 2. ČNHL – sk. C             | 3. úroveň | 8. místo  |                                          | Sestup                                  |
| 1985/86                      | Východočeský krajský přebor | 4. úroveň | 1. místo  |                                          | Postup                                  |
| 1986/87                      | 2. ČNHL – sk. C             | 3. úroveň | 5. místo  |                                          | Změna skupiny                           |
| 1987/88                      | 2. ČNHL – sk. B             | 3. úroveň | 3. místo  |                                          |                                         |
| 1988/89                      | 2. ČNHL – sk. B             | 3. úroveň | 2. místo  |                                          | Změna skupiny                           |
| 1989/90                      | 2. ČNHL – sk. C             | 3. úroveň | 8. místo  |                                          |                                         |
| 1990/91                      | 2. ČNHL – sk. C             | 3. úroveň | 8. místo  | Skupina o udržení C (2. místo)           |                                         |
| 1991/92                      | 2. ČNHL – sk. C             | 3. úroveň | 2. místo  | Semifinálová skupina B (4. místo)        | Změna skupiny                           |
| 1992/93                      | 2. ČNHL – sk. D             | 3. úroveň | 1. místo  | Kvalifikace o 1. ligu – sk. F (5. místo) | Reorganizace                            |
| Česko (1993 – )              |                             |           |           |                                          |                                         |
| Sezóny                       | Soutěž                      | Úroveň    | ZČ        | Play-off, nadstavba, sk. o udržení...    | Poznámky                                |
| 1993/94                      | 2. liga – sk. Východ        | 3. úroveň | 11. místo | Ne                                       |                                         |
| 1994/95                      | 2. liga – sk. Východ        | 3. úroveň | 14. místo | Ne                                       |                                         |
| 1995/96                      | 2. liga – sk. Východ        | 3. úroveň | 9. místo  | Ne                                       |                                         |
| 1996/97                      | 2. liga – sk. Východ        | 3. úroveň | 7. místo  | Ne                                       |                                         |
| 1997/98                      | 2. liga – sk. Východ        | 3. úroveň | 8. místo  | Ne                                       |                                         |
| 1998/99                      | 2. liga – sk. Východ        | 3. úroveň | 11. místo | Ne                                       | Změna skupiny                           |
| 1999/00                      | 2. liga – sk. Západ         | 3. úroveň | 12. místo | Ne                                       | Změna skupiny                           |
| 2000/01                      | 2. liga – sk. Východ        | 3. úroveň | 6. místo  | Semifinále                               | Změna skupiny                           |
| 2001/02                      | 2. liga – sk. Střed         | 3. úroveň | 5. místo  | Semifinále                               | Koupě licence od Rosic                  |
| 2002/03                      | 1. liga                     | 2. úroveň | 10. místo | Ne                                       | Prodej licence Kometě Brno              |
| 2003/04                      | 2. liga – sk. Střed         | 3. úroveň | 9. místo  | Ne                                       |                                         |
| 2004/05                      | 2. liga – sk. Střed         | 3. úroveň | 8. místo  | Osmifinále                               |                                         |
| 2005/06                      | 2. liga – sk. Střed         | 3. úroveň | 12. místo | Ne                                       | Baráž o 2. ligu                         |
| 2006/07                      | 2. liga – sk. Střed         | 3. úroveň | 10. místo | Ne                                       | Prodej licence do Kutné Hory            |
| 2007/08                      | Pardubická krajská liga     | 4. úroveň | 2. místo  | Finále                                   | Kvalifikace o 2. ligu                   |
| 2008/09                      | 2. liga – sk. Východ        | 3. úroveň | 13. místo | Předkolo                                 | Změna skupiny                           |
| 2009/10                      | 2. liga – sk. Střed         | 3. úroveň | 7. místo  | Čtvrtfinále                              |                                         |
| 2010/11                      | 2. liga – sk. Střed         | 3. úroveň | 8. místo  | Čtvrtfinále                              |                                         |
| 2011/12                      | 2. liga – sk. Střed         | 3. úroveň | 7. místo  | Čtvrtfinále                              |                                         |
| 2012/13                      | 2. liga – sk. Střed         | 3. úroveň | 3. místo  | Semifinále                               | Změna skupiny                           |
| 2013/14                      | 2. liga – sk. Západ         | 3. úroveň | 4. místo  | Semifinále                               |                                         |
| 2014/15                      | 2. liga – sk. Západ         | 3. úroveň | 7. místo  | Čtvrtfinále                              |                                         |
| 2015/16                      | 2. liga – sk. Západ         | 3. úroveň | 9. místo  | Semifinále                               | Změna skupiny                           |
| 2016/17                      | 2. liga – sk. Střed         | 3. úroveň | 4. místo  | Čtvrtfinále                              |                                         |
| 2017/18                      | 2. liga – sk. Střed         | 3. úroveň | 2. místo  | Semifinále                               | Změna skupiny                           |
| 2018/19                      | 2. liga – sk. Jih           | 3. úroveň | 2. místo  | Osmifinále                               | Změna skupiny                           |
| 2019/20                      | 2. liga – sk. Východ        | 3. úroveň | 7. místo  | Ne                                       |                                         |
| 2020/21                      | 2. liga – sk. Východ        | 3. úroveň | neurčeno  |                                          | sezóna zrušena kvůli pandemii covidu-19 |
| 2021/22                      | 2. liga – sk. Východ        | 3. úroveň | 5. místo  | Ne                                       |                                         |
| 2022/23                      | 2. liga – sk. Východ        | 3. úroveň | 10. místo | Ne                                       |                                         |
| 2023/24                      | 2. liga – sk. Východ        | 3. úroveň | 8. místo  | Osmifinále                               |                                         |

## Galerie

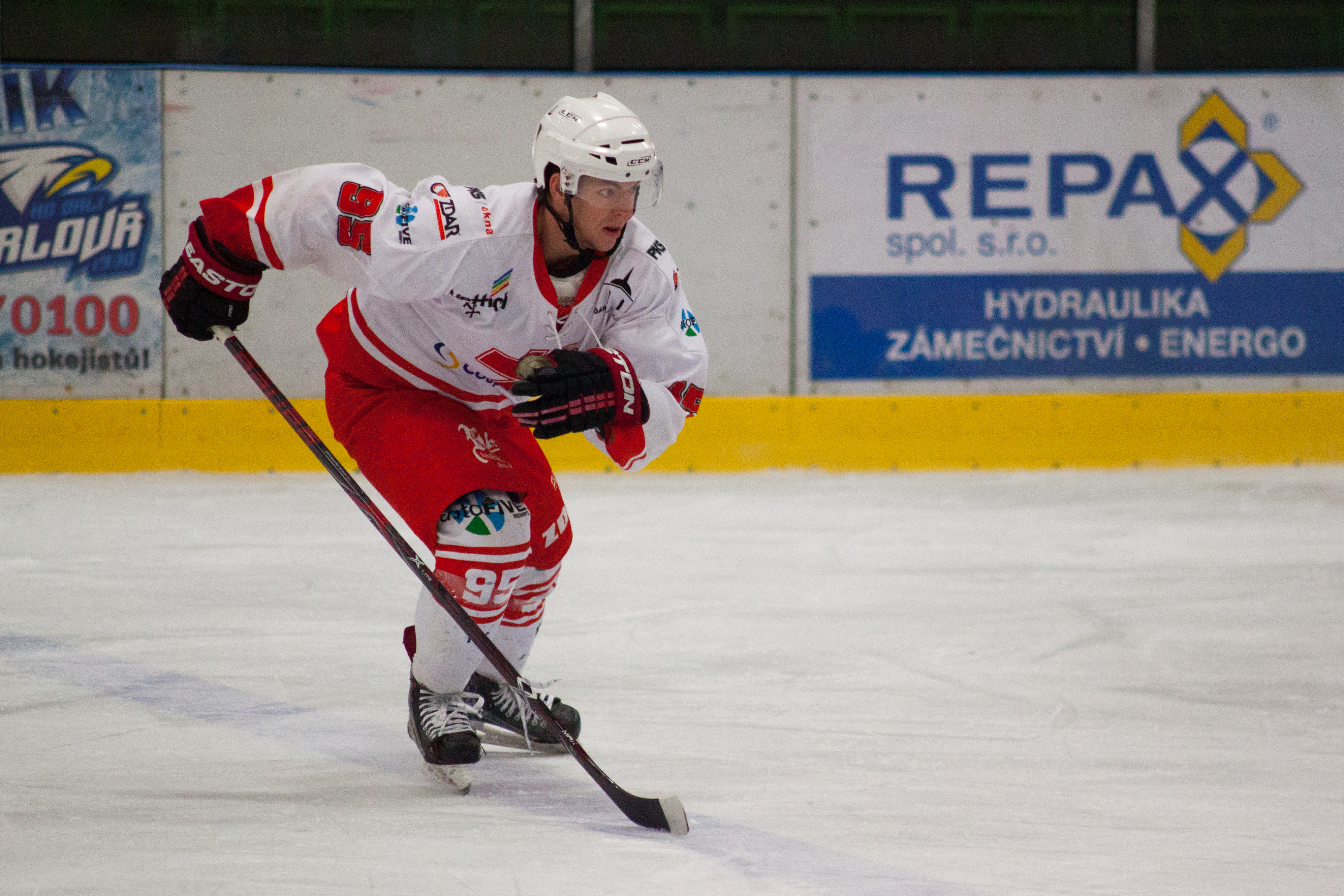
Hráč SKHL Žďár ve venkovním dresu při zápase proti HC Orlová
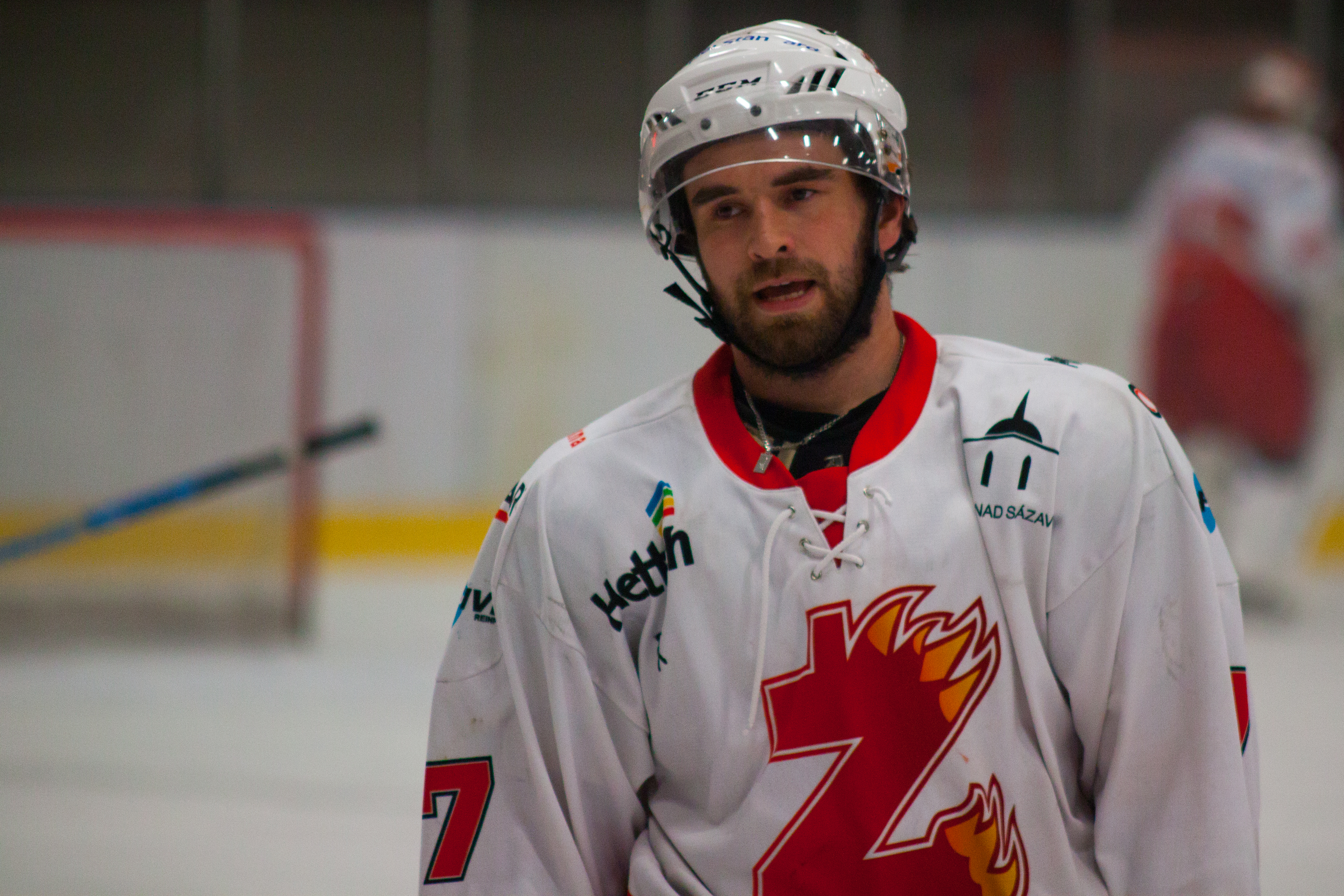
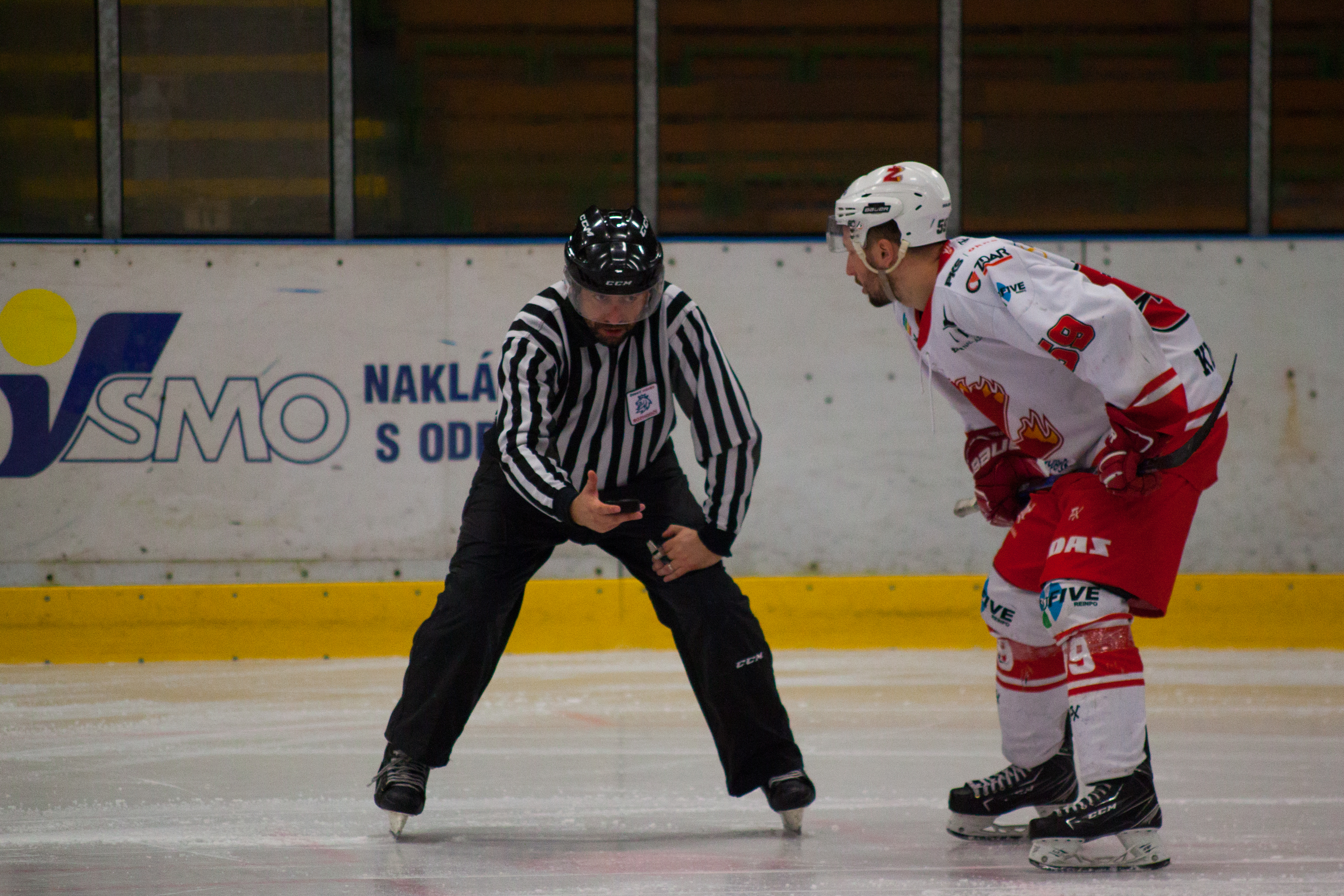
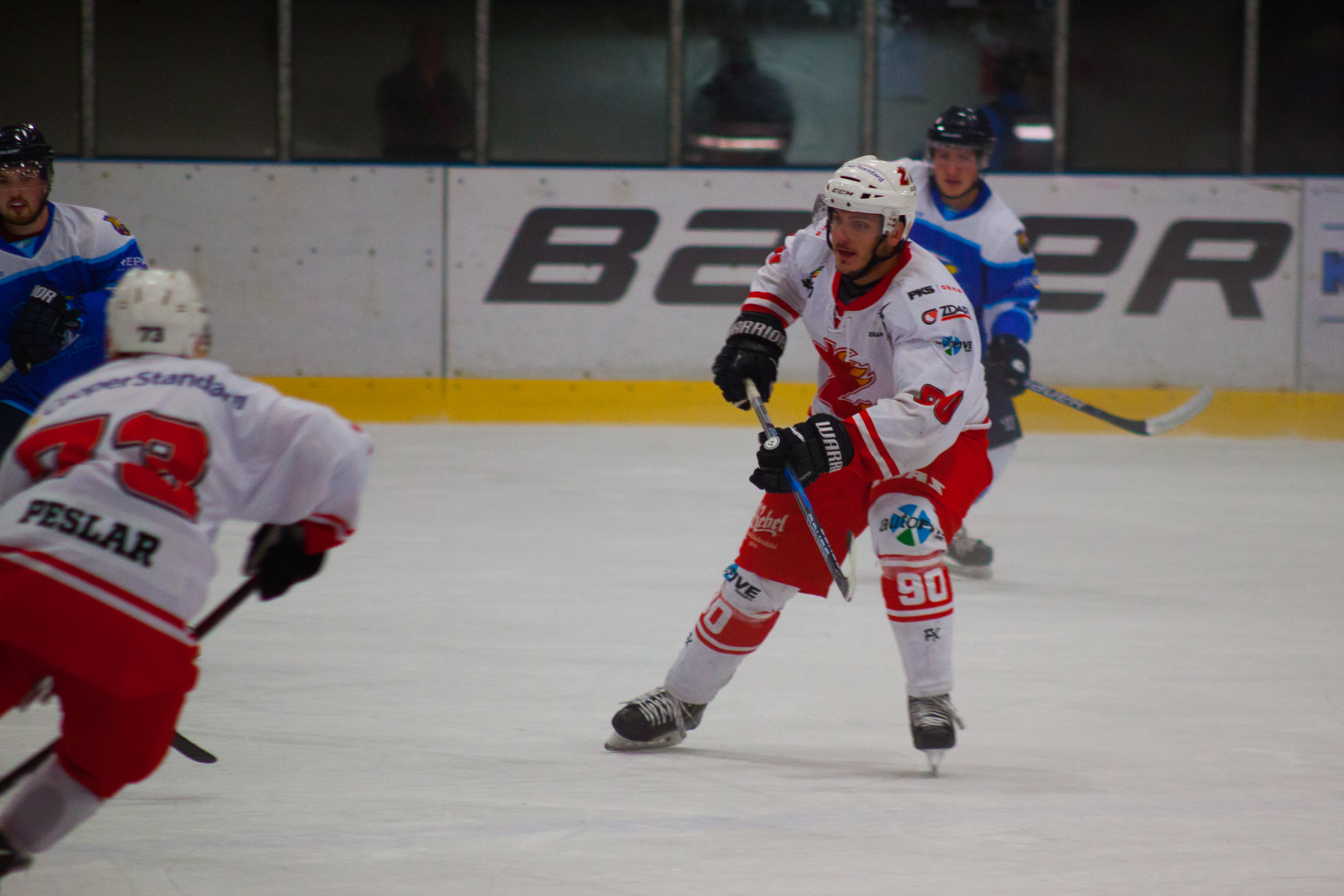